# Enrique Rodríguez
Enrique Rodríguez Cal, född 19 november 1951 i Candás i Carreño, Asturien, död 23 november 2022 i Avilés, Asturien, var en spansk boxare som tog OS-brons i lätt flugviktsboxning 1972 i München. I semifinalen slogs han ut av nordkoreanske Kim U-Gil med 3-2.